# Tom Petty
Tom Petty (eredeti nevén Thomas Earl Petty) (Gainesville, Florida, 1950. október 20. – Santa Monica, Kalifornia, 2017. október 2.) háromszoros Grammy-díjas amerikai rockzenész, többek között a Traveling Wilburys supergroup tagja.

## Életpályája
Tom Petty zenei pályafutását úgy kezdte, hogy barátaival, többek között Mike Campbell-lel (gitár) és Benmont Tench-csel (billentyű) zenekart alapított kezdetben The Epics, majd később  Mudcrutch néven. Az együttesek Gainsville-ben népszerűek voltak. A továbblépéshez azonban Petty csak szólószerződést tudott kötni, ami a Mudcrutch feloszlását eredményezte. Tom Petty új társai Campbell és Tench mellett Ron Blair (basszus) és Stan Lynch (dob) lettek, The Heartbreakers néven.
Első lemezük, az 1976-os Tom Petty and the Heartbreakers Amerikában viszonylag még csak mérsékelt sikert ért el, Nagy-Britanniában azonban sikerült feltűnést kelteni (élőben is) a hetvenes évek új hullámához illeszkedve. Második albumuk, a You're Gonna Get it!, valamint a harmadik, Damn the Torpedoes című, kislemezeik mellett már meghozták számukra az egyértelmű sikert.
Rob Blair az 1981-es Hard Promises után elhagyta a zenekart, helyére Howie Epsteint választották, aki 2002-ig, gyakorlatilag haláláig játszott a zenekarban. 2002-ben Blair visszatért a zenekarba. Scott Thurston 1991-ben csatlakozott mint univerzális zenész (ritmusgitár, szájharmonika, billentyűk és vokál). Stan Lynch 1994-ben szállt ki a zenekarból, helyét Steve Ferrone foglalta el a dobok mögött.
Tom Petty három alkalommal készített szólólemezt: az 1989-es Full Moon Fevert, az 1994-es Wildflowerst és a 2006-os Highway Companiont nem a Heartbreakersszel vette fel, hanem más zenészekkel (is) együttműködve (többek között Jeff Lynne, Del Shannon, Roy Orbison, George Harrison, Jim Keltner, Ringo Starr.
Több más alkalmi együttműködés mellett különböző zenészekkel Tom Pettyék kísérték koncertturnén Bob Dylant (1986-1987), lemezfelvételen Johnny Casht (Unchained album, 1996).
1988-ban Tom Petty Jeff Lynne-nel, Roy Orbisonnal, George Harrisonnal és Bob Dylannel megalapította a Traveling Wilburys nevű "szupergrupot". A zenekar gyakorlatilag két album felvétele erejéig jött össze; a másodikat (a megtévesztő című Traveling Wilburys Vol. 3-t) már az elhunyt Orbison nélkül rögzítették.
2008-ban újra összeállt a Mudcrutch, és azonos címmel kiadtak egy albumot.

## Díjai, elismerései
Számos elismerés között csillagot kapott a Hollywood Walk of Fame-en (1999), illetve tagja a Rock and Roll Hall of Fame-nek is (2002).

## Magánélete
1974-ben házasodott össze Jane Benyóval, akitől két lánya született, Adria és AnnaKim Violette. 22 év elteltével elváltak. Második felesége Dana York volt. 
1987. május 17-én encinói (Kalifornia) háza leégett, valószínűleg gyújtogatás következtében. A pincében levő stúdiót, az eredeti szalagokkal együtt, zömében sikerült megmenteniük a tűzoltóknak. Fő ismertetőjegyének számító cilindere is odaveszett.

## Diszkográfia (nagylemezek)
- 1976 Tom Petty and the Heartbreakers
- 1978 You're Gonna Get It!
- 1979 Damn the Torpedoes
- 1981 Hard Promises
- 1982 Long After Dark
- 1985 Southern Accents
- 1985 Pack Up the Plantation: Live! (koncertalbum)
- 1987 Let Me Up (I've Had Enough)
- 1989 Full Moon Fever (szólóalbum)
- 1991 Into the Great Wide Open
- 1993 Greatest Hits (válogatásalbum)
- 1994 Wildflowers (szólóalbum)
- 1995 Playback (díszdobozos többlemezes válogatásalbum kiadatlan felvételekkel is)
- 1996 Songs and Music from "She's the One" (filmzene)
- 1999 Echo
- 2000 Anthology: Through the Years (dupla válogatásalbum)
- 2002 The Last DJ
- 2006 Highway Companion
- 2009 The Live Anthology (díszdobozos többlemezes koncertalbum)
- 2010 Mojo
- 2014 Hypnotic Eye